# Henrique Leme
Henrique Leme (oder: Henrique Lemé; * 15. Jahrhundert; † Ende 1523 in der Mündung des Sungai Muar bei der Stadt Muar auf der Malaiischen Halbinsel) war ein portugiesischer Seefahrer. Henrique Lemé darf nicht verwechselt werden mit dem Seefahrer Henrique Gomes Leme, der 1527 auf den Sundainseln landete.

## Leben
Über Henrique Lemé ist nur sehr wenig bekannt, auch seine Geburts- und Sterbedaten sind unsicher. Lemés Schwester war die erste Frau von Jorge de Albuquerque. Albuquerque war von 1514 bis 1516 und nochmals von 1521 bis 1526 Kommandant des im August 1511 von den Portugiesen eroberten Malakka. Lemé hielt sich ab 1516 in Malakka auf.
1516 reiste Lemé im Auftrag seines Schwagers Albuquerque nach Pegu und Martaban, musste jedoch wegen seines piratenhaften Verhaltens 1517 erfolglos nach Malakka zurückkehren. 1520 nahm Lemé am Angriff auf Pagoh teil.
Am 15. Juli 1521 verließ Lemé ein zweites Mal Malakka. Im August 1522 stellte er den Lusitanisch-Sundanesischer Padrão (portugiesisch padrão dos costumados) in Sunda Kelapa auf und unterzeichnete im Auftrag von Albuquerque am 21. August 1522 ein Abkommen mit dem Königreich Sunda, das den Portugiesen den Bau eines Hafens in Sunda Kelapa erlaubte. König  Sri Baduga sah sein hinduistisches Reich durch die muslimische Expansion bedroht und hoffte auf Schutz durch die Portugiesen. Anfang 1523 kehrte Lemé nach Malakka zurück.
Im April 1523 brach Lemé unter dem Kommando von Generalkapitän (portugiesisch capitão mór) Duarte Coelho mit zehn Schiffen erneut nach Sunda Kelapa auf. Die Portugiesen sollten einen Handelsposten mit einem Fort errichten und die Handelsbeziehungen aufbauen. Sie landeten zunächst in der malaiischen Stadt Muar, wo der Sungai Muar in die Straße von Malakka mündet. Aufkommende Stürme trieben einen Teil der portugiesischen Flotte in eine feindliche Armada, wo Lemé zusammen mit 60 Portugiesen im Kampf unterging. Der Historiker João de Barros nannte die Feinde „Mauren“ (portugiesisch mouros), es handelte sich wahrscheinlich um muslimische Malaien. Da die Reise nicht fortgesetzt werden konnte, wurde der geplante Handelsposten nicht gebaut. Auch spätere Versuche scheiterten, so von Francisco de Sá 1524. Duarte Coelho wurde 1527 von den islamischen Eroberern getötet.